# Neosynaptops viridiceps
Neosynaptops viridiceps es una especie de coleóptero de la familia Attelabidae.

## Distribución geográfica
Habita en Papúa Nueva Guinea  y Nueva Guinea en (Indonesia).